# پیلیودا
پیلیودا (انگلیسی: Pilyuda) یک رودخانه در استان ایرکوتسک کشور روسیه است.